# Hästlatitud
Hästlatituderna eller subtropiska högtrycksbältet är de subtropiska latituderna mellan 30 och 35° nord respektive syd. Regionen är känd för sina ofta svaga vindar och sitt torra klimat.

Hästlatituderna (Horse Latitudes) på ett diagram över atmosfärströmningar.

Det finns flera förklaringar till begreppet "hästlatitud". Den troligaste  kan härledas till att de segelfartyg som transporterade hästar från Europa till Amerika och Västindien kom in i detta stiltjebälte när de valde den kortaste vägen över Atlanten. Resorna blev då så fördröjda att hästarna dog av brist på foder och vatten.
Vid dessa latituder sjunker torr luft i atmosfären vilket tillsammans med Corioliseffekten orsakar de många stora öknar som finns runt jorden vid dessa breddgrader, såsom Sahara, Atacama och Kalahari samt öknarna i Australien. Hästlatituderna omfattar också de södra delarna av USA, norra Mexiko och Mellanöstern.